# Акман, Эфе
Эфе Акман (тур. Efe Akman; род. 20 марта 2006, Шишли, Стамбул) — турецкий футболист, опорный полузащитник клуба «Галатасарай».

## Клубная карьера
Акман — воспитанник клуба «Галатасарай». 7 января 2024 года в матче против «Коньяспора» он дебютировал в турецкой Суперлиге.

## Международная карьера
В 2022 году в составе юношеской сборной Турции Бюльбюль принял участие в юношеском чемпионате Европы в Израиле. На турнире он сыграл в матчах против команд Испании и Бельгии.

## Достижения
«Галатасарай»
- Чемпион Турции: 2024/25
- Обладатель Кубка Турции: 2024/25